# Дамдинський сільський округ
Дамди́нський сільський округ (каз. Дәмді ауылдық округі, рос. Дамдинский сельский округ) — адміністративна одиниця у складі Наурзумського району Костанайської області Казахстану. Адміністративний центр  — село Дамди.
Населення — 788 осіб (2021; 1245 у 2009, 2214 у 1999, 3741 у 1989).
Станом на 1989 рік існували Дамдинська сільська рада (села Дамди, Карагайли, селища Каракудук, Шубар) та Комсомольська сільська рада (село Кайга, селища Бестамак, Комсомольський). Село Каракудук ліквідовано 2008 року, Дамдинський сільський округ перетворено в сільську адміністрацію, село Бестамак — 2009 року. 2013 року до складу Дамдинської сільської адміністрації була включена територія та населені пункти ліквідованого Мерекенського сільського округу (села Кайга, Мереке).

## Склад
До складу адміністрації входять такі населені пункти:
| Населений пункт | Старі назви    | Населення, осіб (1989) | Населення, осіб (1999) | Населення, осіб (2009) | Населення, осіб (2021) |
| --------------- | -------------- | ---------------------- | ---------------------- | ---------------------- | ---------------------- |
| Бестамак, село  | -              | 257                    | 130                    | -                      | -                      |
| Дамди, село     | -              | 1562                   | 953                    | 726                    | 502                    |
| Кайга, село     | -              | 327                    | 261                    | 71                     | 33                     |
| Карагайли, село | -              | 11                     | -                      | -                      | -                      |
| Каракудук, село | -              | 159                    | 37                     | -                      | -                      |
| Мереке, село    | Комсомольський | 1419                   | 833                    | 448                    | 253                    |
| Шубар, селище   | -              | 6                      | -                      | -                      | -                      |